# 鍋島焼

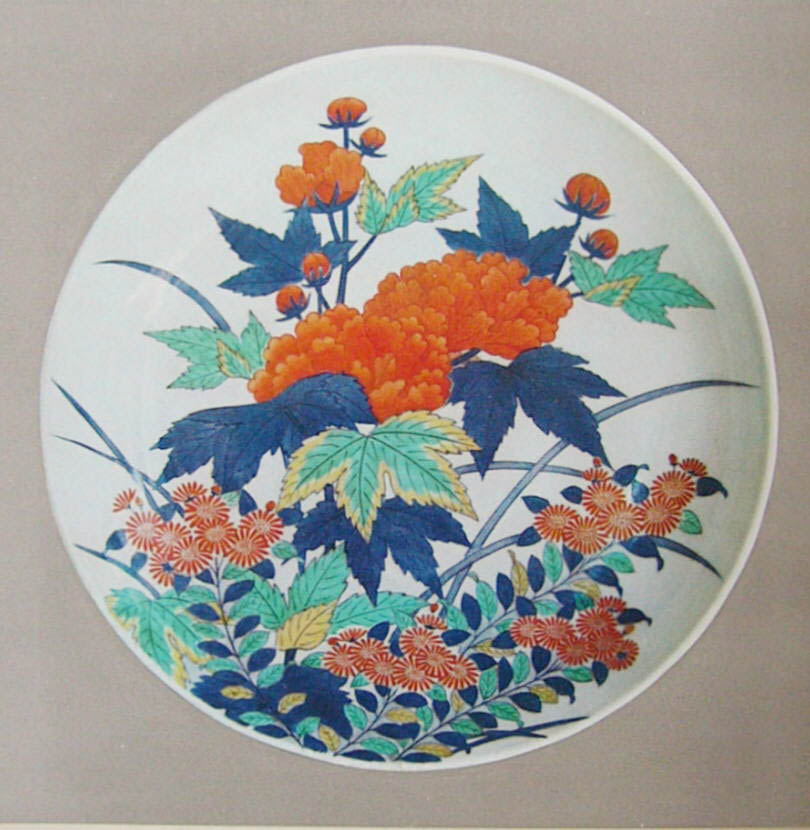
色絵芙蓉菊文皿

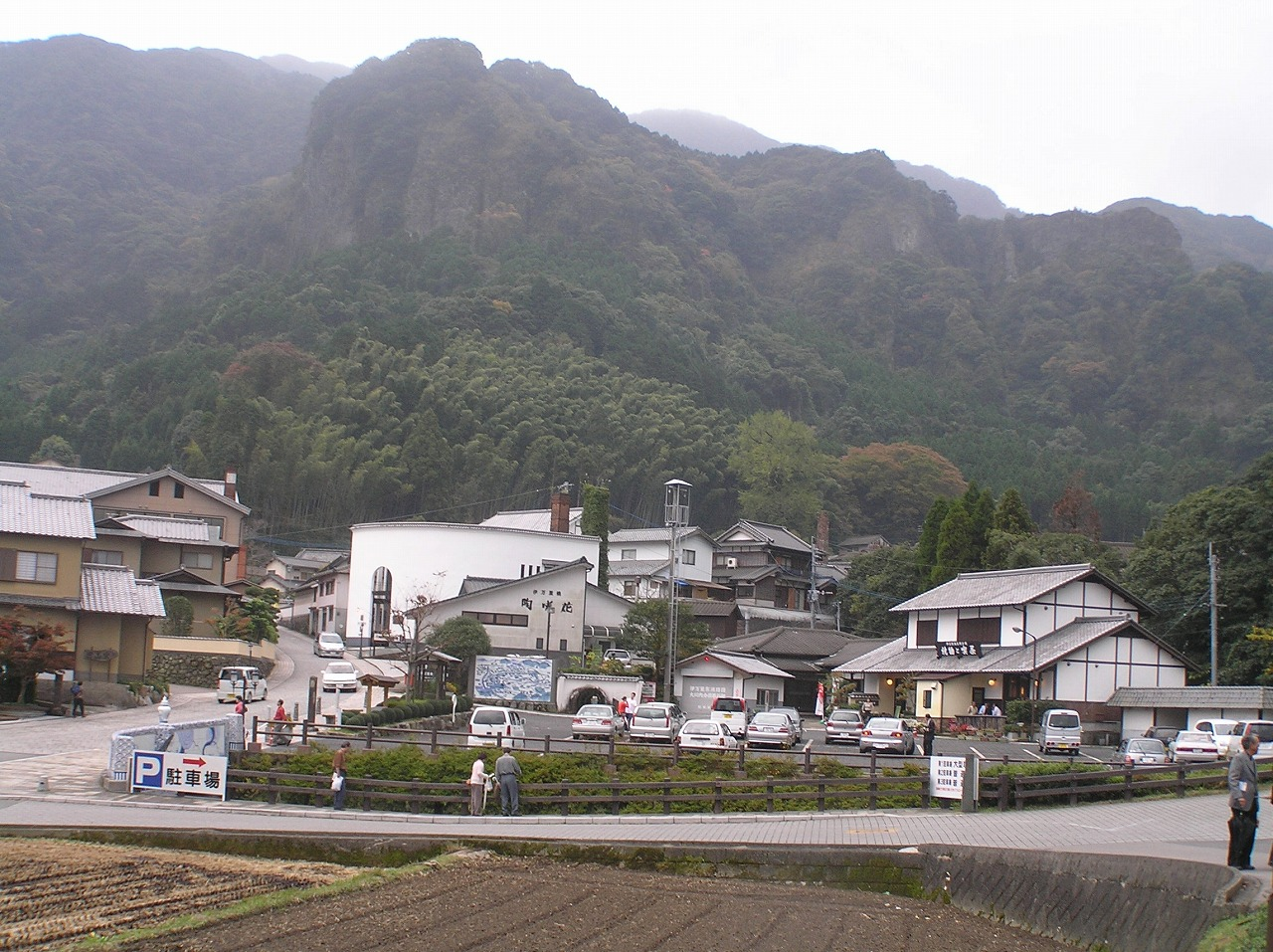
鍋島焼 窯元全景

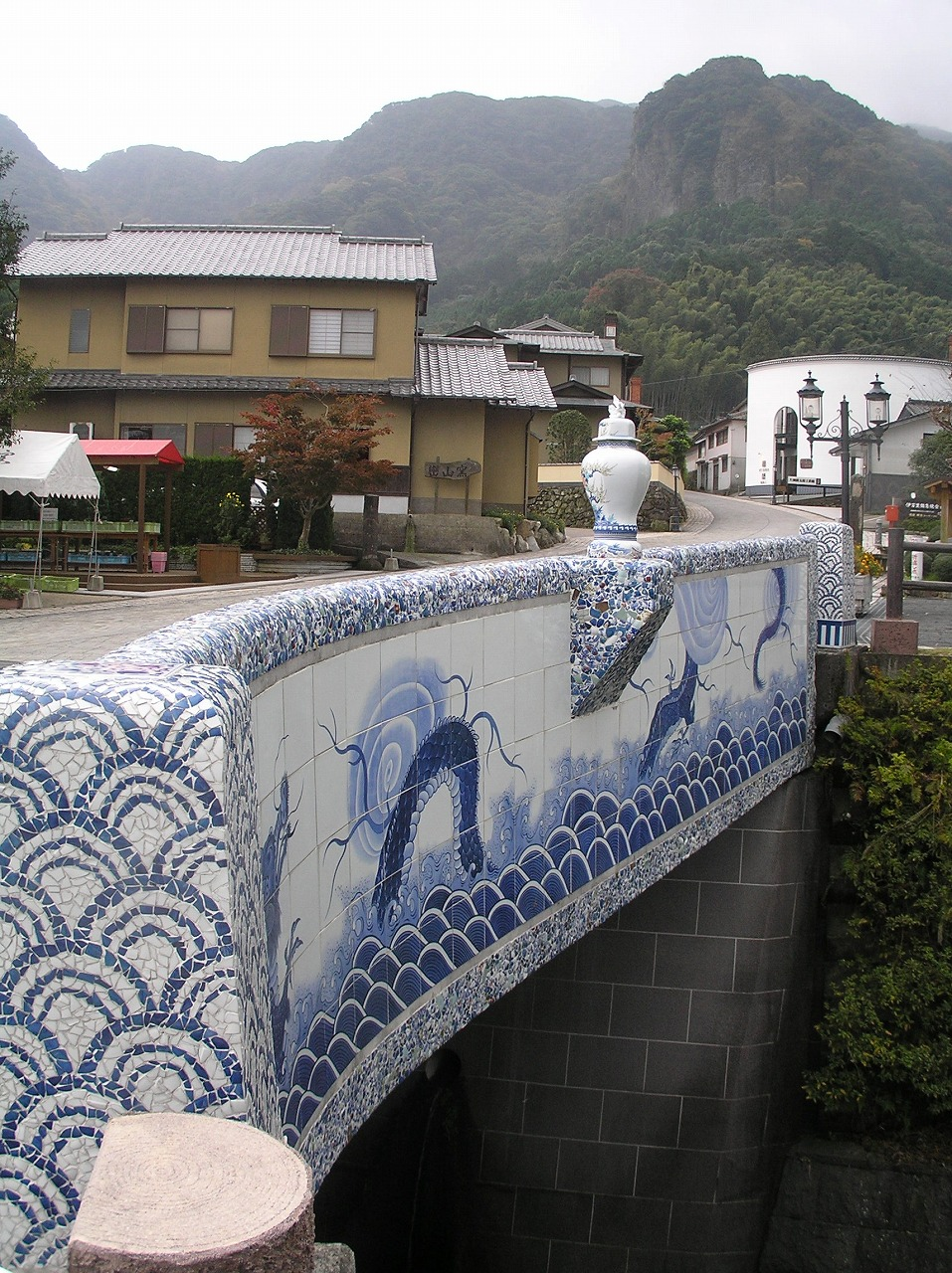
大川内山 鍋島焼 窯元

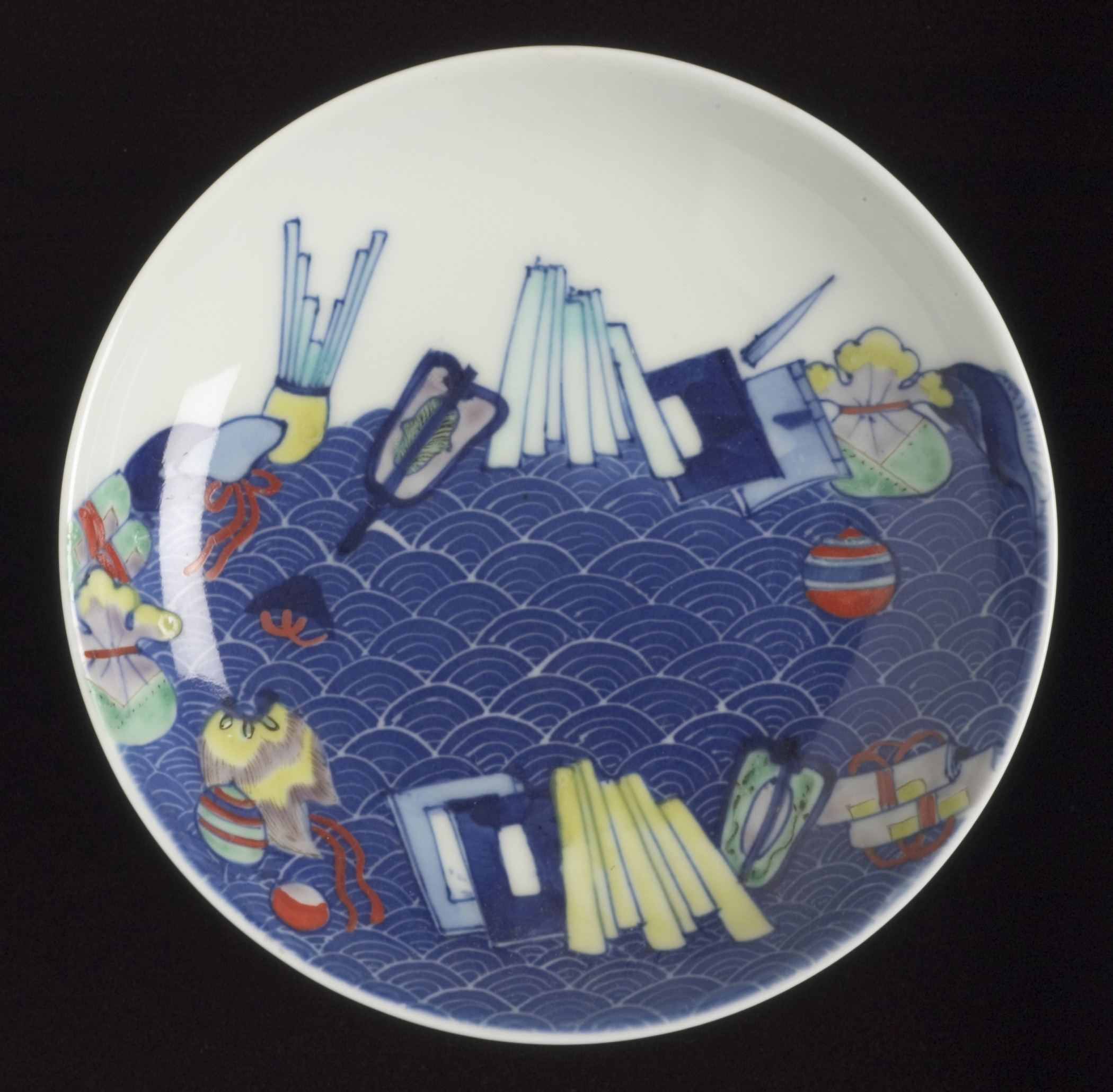
色絵宝尽文皿 ロサンジェルス・カウンティ美術館

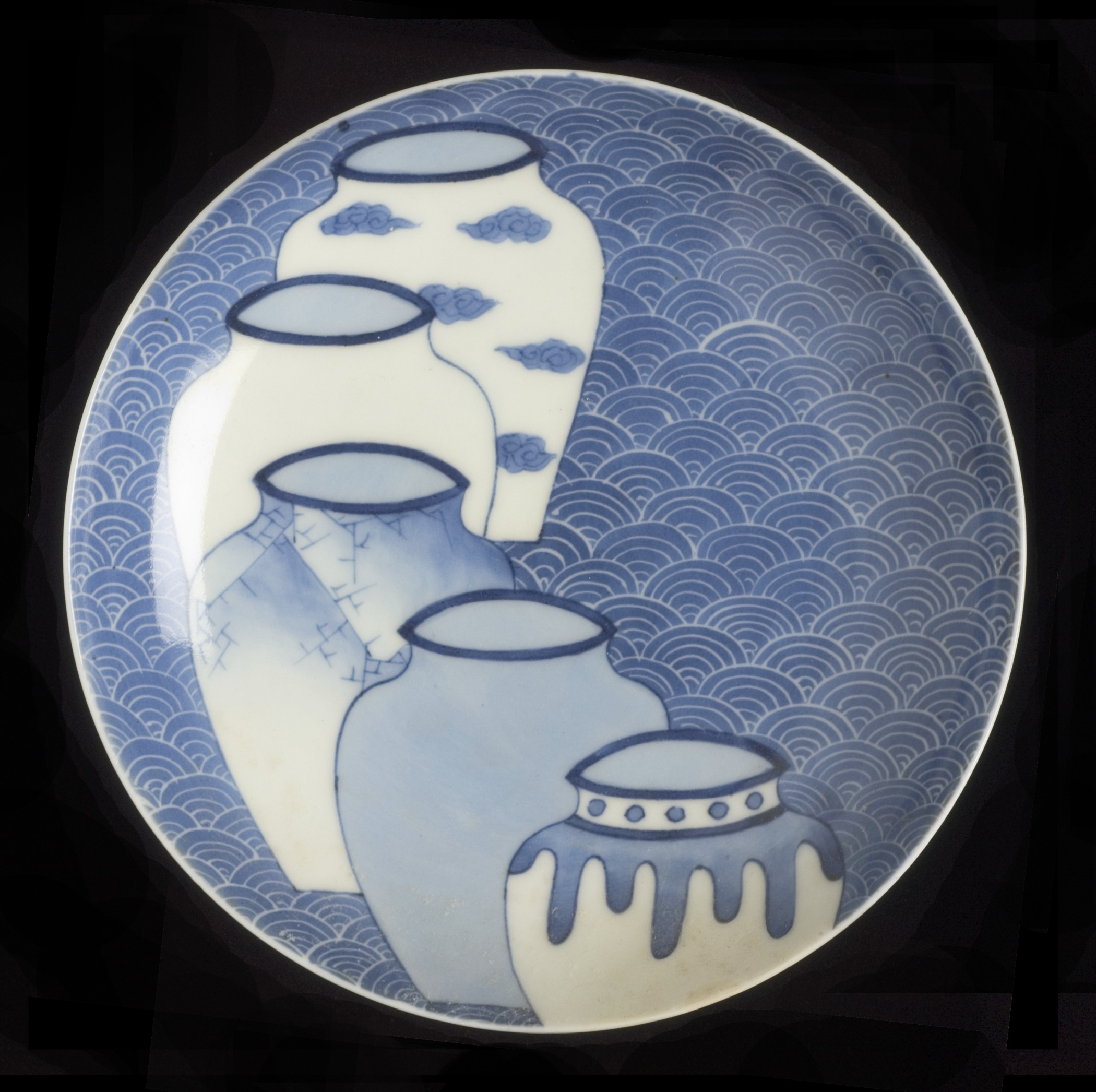
染付壺文皿 ロサンジェルス・カウンティ美術館

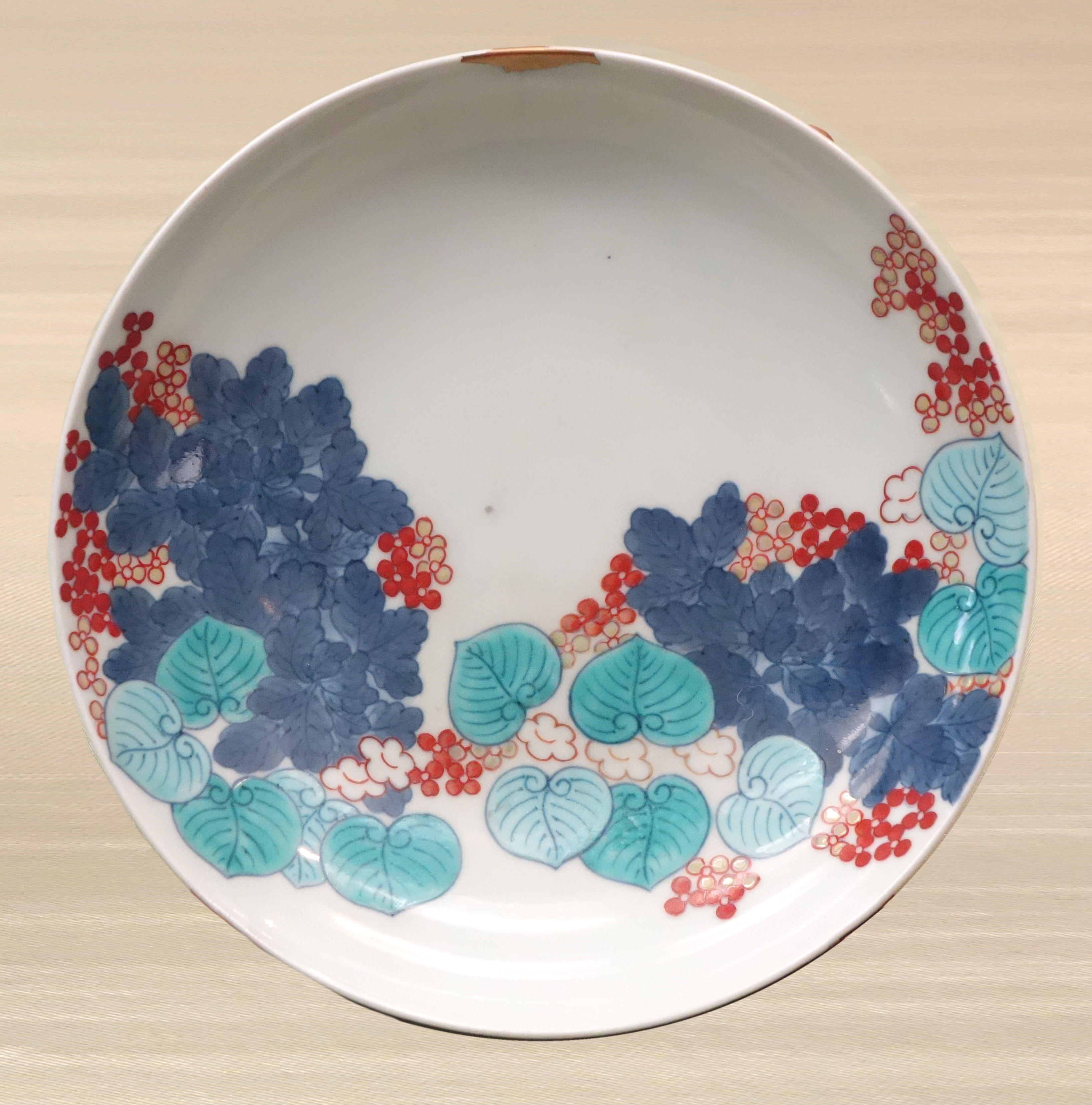
色絵葵文皿 東京国立博物館

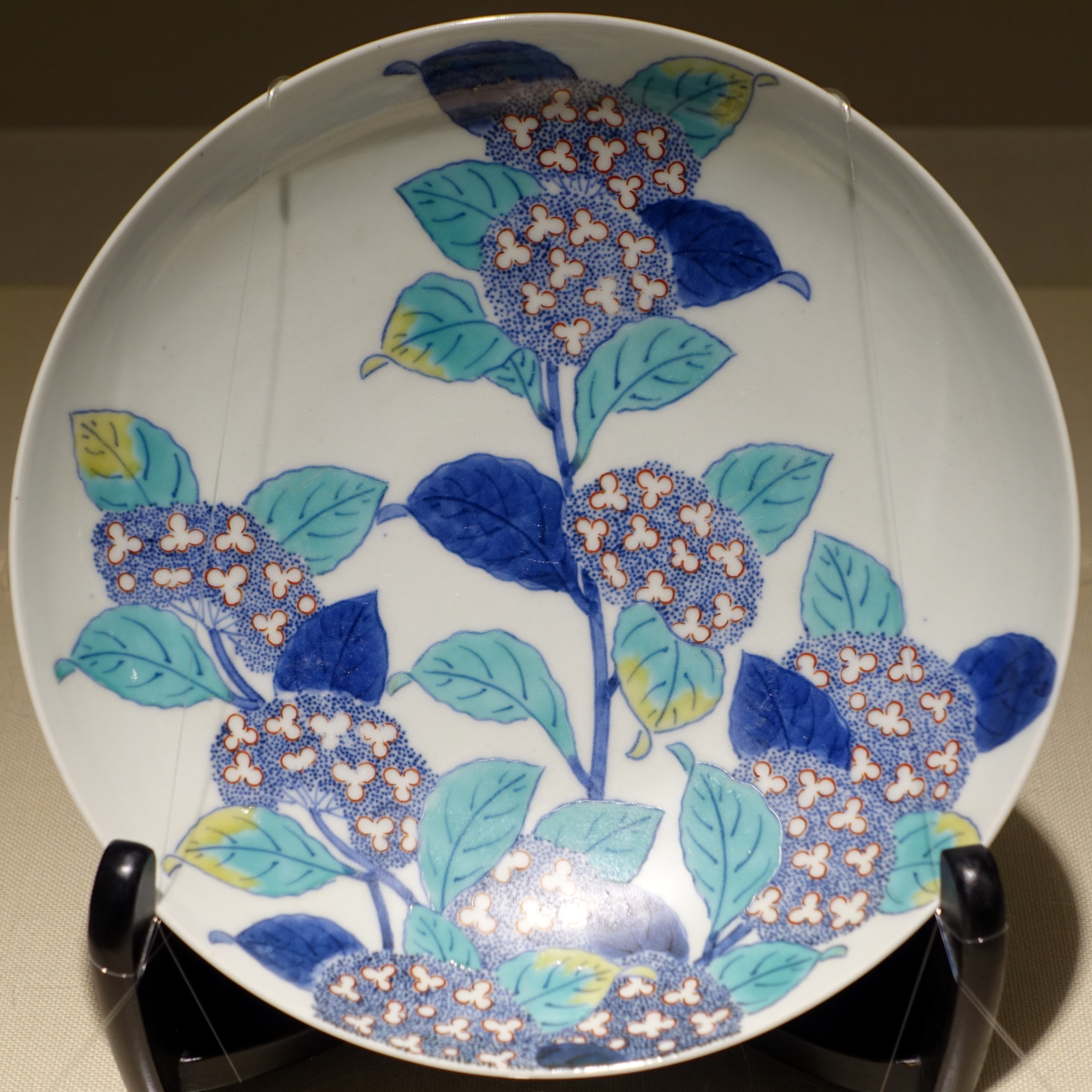
色絵紫陽花文皿 松岡美術館

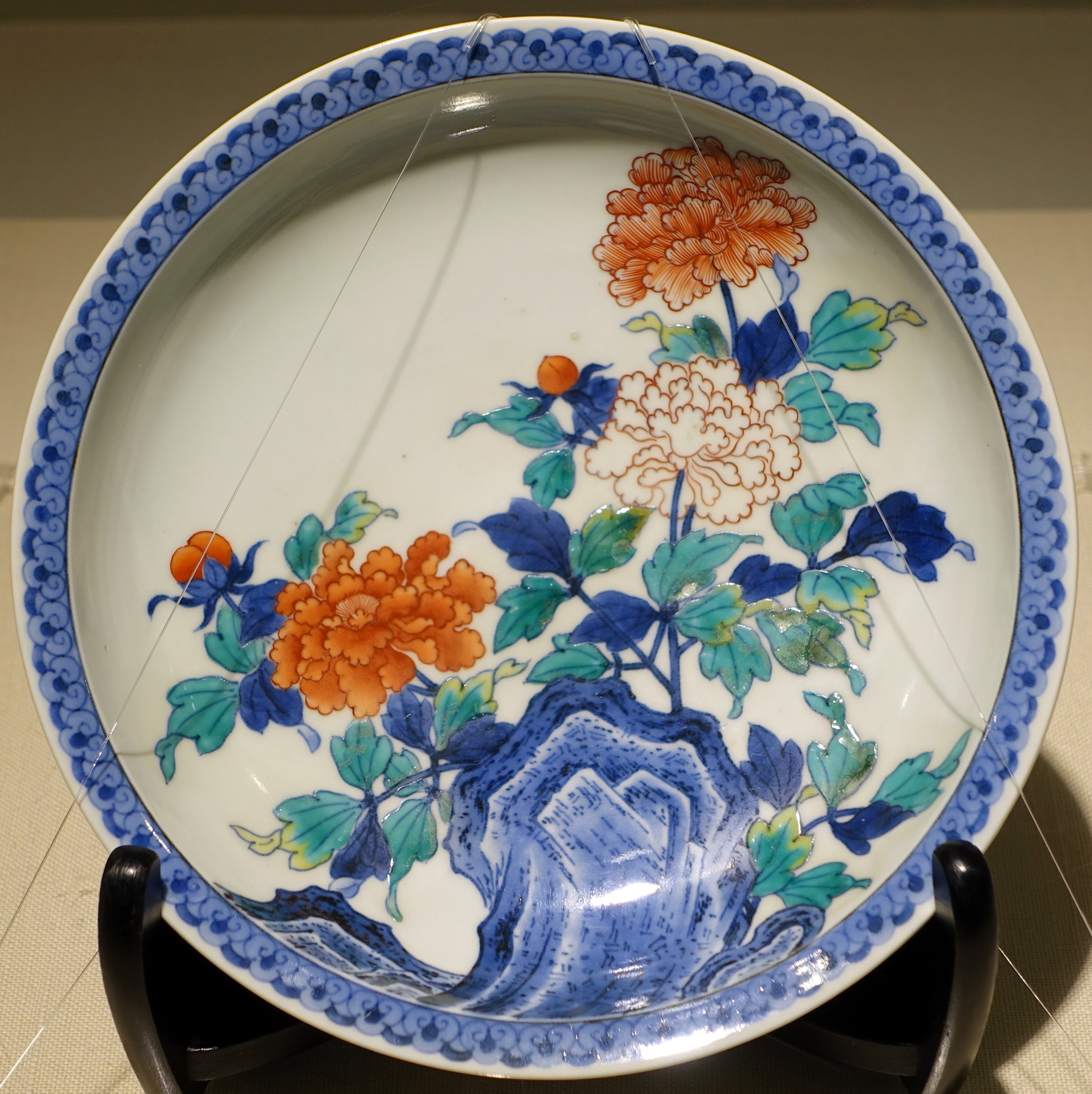
色絵岩牡丹文皿 松岡美術館

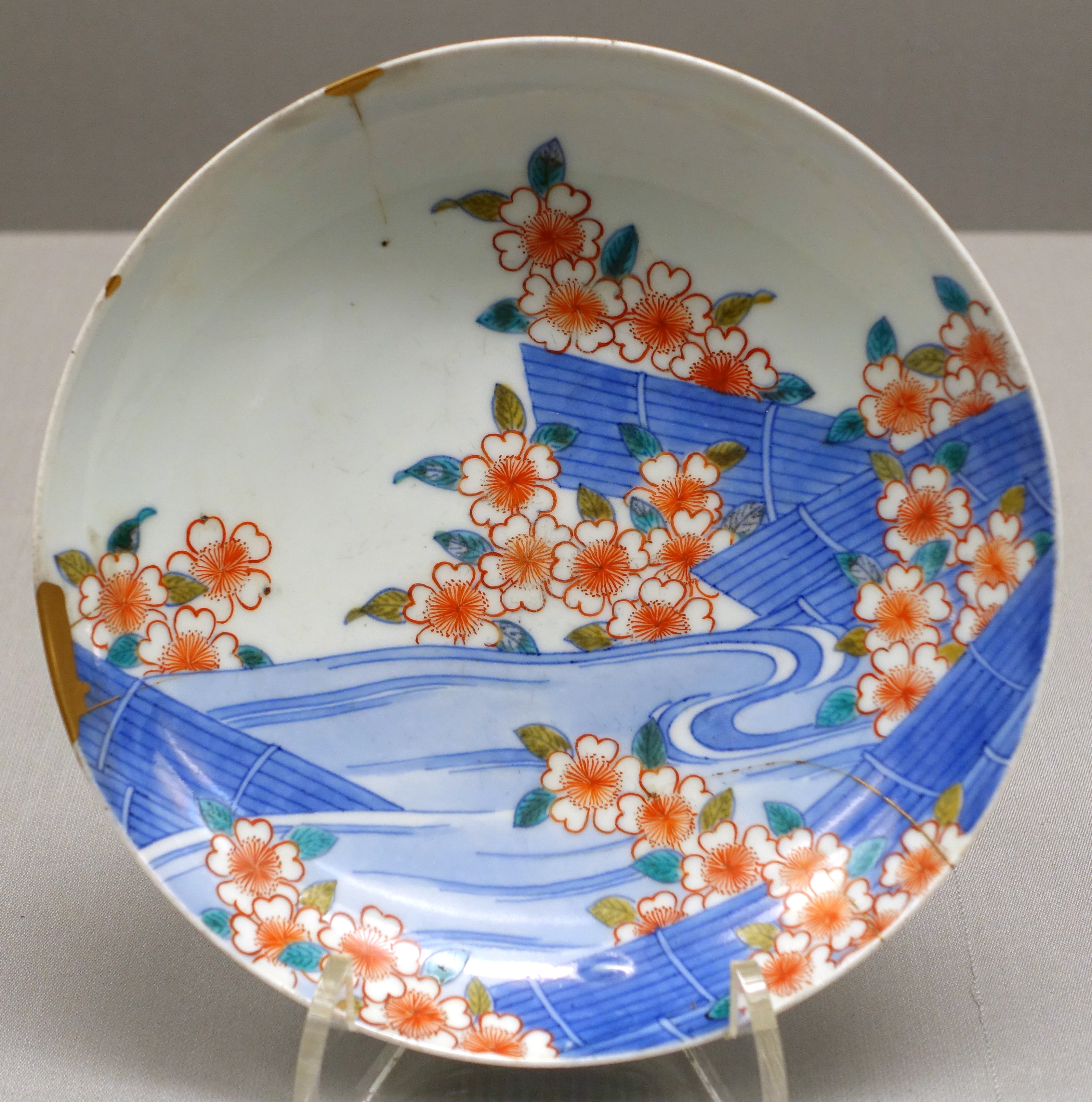
色絵花筏図皿 東京国立博物館

鍋島焼（なべしまやき）は、17世紀から19世紀にかけて、佐賀藩（鍋島藩）において藩直営の窯で製造された高級磁器である。佐賀藩の支配下にあった肥前国有田・伊万里（佐賀県有田町、同県伊万里市）は日本における磁器の代表的な産地として知られるが、その中で大川内山（おおかわちやま、佐賀県伊万里市南部）にあった藩直営の窯では藩主の所用品や将軍家・諸大名への贈答品などの高級品をもっぱら焼造していた。これを近代以降「鍋島焼」または単に「鍋島」と呼んだ（伊万里焼の一様式と位置付け、「鍋島様式」と呼称する場合もある）。鍋島焼の伝統は1871年（明治4年）の廃藩置県でいったん途絶えたが、その技法は今泉今右衛門家によって近代工芸として復興され、21世紀に至っている。

## 歴史

### 前史
肥前国の有田・伊万里（佐賀県有田町、同県伊万里市）は日本の代表的な磁器生産地として知られる。陶磁器生産の先進地である中国では漢代末期には磁器が創始され、宋代以降は景徳鎮を中心にさまざまな磁器が生産されていたが、日本では長らく陶器や無釉の焼き締め陶が主流であり、磁器の生産が始まったのはようやく17世紀初頭のことであった。文禄・慶長の役に際し、豊臣秀吉や諸大名に当時の朝鮮から多数の陶工が日本（九州）へ同行し、彼らの技術がもとになって近世初期、九州各地に陶磁器産地が生まれた。高取焼、上野焼（あがのやき）、唐津焼などはいずれも朝鮮から渡来した陶工によって創始されたと伝えている。有田および周辺地域の窯で製造され、伊万里の港から出荷された伊万里焼も同様に朝鮮渡来の陶工の伝えた技術をもとに創始された。伝承では1616年（元和元年）、朝鮮出身の陶工・李参平が有田の泉山で白磁鉱を発見し、天狗谷窯で磁器の生産が行われるようになったという。窯跡の発掘調査の結果からは、最初に磁器が焼かれたのは天狗谷窯ではなく有田西部の窯であったことが明らかになっているが、いずれにしても、この時期（1610年代）、肥前国において日本の磁器生産が始まったということが定説となっている。

### 藩窯の創始
こうして生産が始まった伊万里焼とは別に、藩窯製品としての「鍋島焼」が作り始められた正確な時期や事情については、藩の公式の記録が残っておらず、判然としない。伝承によれば鍋島焼は1628年（寛永5年）、有田の岩谷川内（いわやがわち）で創始されたとされ、1661年頃（寛文初年）、有田の南川原（なんがわら）に窯を移し、さらに1675年（延宝3年）、有田と伊万里の中間の山中にある大川内山（おおかちやま）に移ったという。大正時代、東京日々新聞の記者であった大宅経三は佐賀藩の御道具山役（藩窯の主任）の地位にあった副田（そえだ）家の過去帳を調べ、その調査結果を著書『肥前陶窯の新研究』（1921年）に発表している。同書によれば、鍋島焼は素性不明の浪人・高原五郎七（五郎八とも）が有田の岩谷川内（いわやがわち）で青磁を焼造し、佐賀藩の御用を務めたのが起源であるという。この五郎七は、秀吉の家来とも朝鮮から渡来の工人ともいわれる半ば伝説上の人物で、藩のキリシタン取締りを避けて出奔してしまったと伝える。その後、1628年（寛永5年）、五郎七の教えを受けた副田喜左衛門日清という人物が御道具山役となり、手明鑓（てあきやり）という武士待遇の身分で佐賀藩に仕えたとされる。
2010年にサントリー美術館で開催された展覧会「誇り高きデザイン 鍋島」の図録は、岩谷川内の鍋島藩窯の創始を1640年代末頃とし、寛文年間（1660年代）に大川内山に移転したとしている。同図録の説では藩窯自体は岩谷川内から南川原を経ずに直接大川内山へ移ったとし、南川原では一部の製品が作られていたが、後に藩窯に合流したものとみなしている。
藩窯が岩谷川内にあった時代の製品としては、木瓜形（もっこうがた）、葉形、州浜形などの小型の色絵皿が残っているが、今日「鍋島」と称されている独特の様式をもった磁器はおおむね大川内山窯の製品と見なされている。1952年（昭和27年）以降行われた大川内山窯跡の発掘調査の結果、出土した磁器片と伝世品の磁器とは一致するものが多く、鍋島の産地が大川内山であったことは学問的にも確認されている。ただし、鍋島には製作年を明記した作品が少なく（江戸時代末期には若干の製作年銘入り製品がある）、同じ文様を長期間使うことが多く、年代による作風の変化を追うことは困難である。陶磁研究家の矢部良明は大川内山の製品を初期（1680年代）、盛期（1690年代から1750年頃まで）、後期（1750年頃から廃藩置県の1871年まで）の3期に区分している。

### 鍋島光茂の指示書
鍋島焼の歴史を語る際にしばしば引き合いに出される史料として、鍋島宗家に伝来した『有田皿山代官江相渡手頭写』（ありたさらやまだいかんへあいわたしてがしらうつし）という文書がある。これは1693年（元禄6年）、2代藩主鍋島光茂が皿山代官に与えた手頭（指示書）である。現存する文書はその写しであるが、盛期鍋島焼に関わる数少ない公的史料として重視されている。この『手頭』は近年皿山（藩窯）の活動が低調であるとして、以下のように厳しい注文をつけており、藩の皿山に対する高い関心が伺われる。
- 近年、皿山の製品が「毎年同じものにて珍しからず候」、つまり作風がマンネリ化しているので「当世に逢い候やう」、もっと現代風の製品を作るように求めている。
- 最近、製品の納期が遅れ、「間に合はず緩かせのやうに相成る儀」が目立つので、そのようなことがないよう戒めている。
- 「脇山の諸細工人大河内本細工所へみだりに出入致さざる様」、つまり伊万里焼の他の窯の職人たちが大川内の藩窯にみだりに立ち入らないように求めている。
- 他の窯の製品でも斬新なデザインのものがあれば、これを取り入れるように指示している。
- 献上用の製品の余りものや、不出来の製品は、藩庁の年寄や進物役と相談の上、割り捨てるよう指示している。

以上のように、佐賀藩としては藩窯の製品の質を常に高く保ち、不良品を世に出さないことを方針とし、技術の漏洩を防ぐため、藩内の他窯の職人といえどもみだりに藩窯に出入りすることを禁じていたことが分かる。

### 藩窯の組織
大河内藩窯の御細工場（磁器工房）は、細工方11名、画工9名、捻細工4名、下働き7名の31名から構成されていた。他に「御手伝窯焼」として本手伝10名、助手伝6名がおり、その他御用赤絵屋、御用鍛冶屋、御用土伐、御用石工、薪方頭取などの諸職が存在した。これらの職人によって磁土の精製、成形、下絵付け（染付）、本焼き、上絵付け（色絵）、上絵の焼き付けなどの工程が分業で行われ、さらに原料の磁土を採掘する者、窯を焚くための薪を供給する者など、多くの人材が関わっていた。色絵（赤絵）の場合、下絵付け（呉須というコバルト質の絵具を用いる。焼きあがると青色に発色する）と上絵付け（下絵の上に赤、黄、緑の色絵を施し、再度焼く）は完全な分業であった。すなわち、本焼きまでの工程は大川内の藩窯で行われ、上絵付けは有田の赤絵町で行われた。御細工場の職人たちは身分が保証される代わりに、製品の質の確保と、技術漏洩防止のため、藩からの厳しい統制下に置かれていた。藩窯が有田や伊万里の中心部から遠く離れた山間の大川内に置かれたのも、情報漏洩を防ぐためであったと言われている。

### 近代以降の鍋島
大川内藩窯は1871年（明治4年）の廃藩置県によってその歴史を閉じたが、鍋島の技法と伝統は赤絵町の今泉今右衛門家によって復興・継承されている。9代今泉今右衛門は廃藩置県の2年後の1873年（明治6年）に没し、10代今右衛門（1847 - 1927）は26歳で家督を継いだ。従来の鍋島焼では下絵付け・本焼きの工程は大川内で、上絵付けの工程は赤絵町でそれぞれ分業していたが、10代今右衛門は自ら登り窯を築き、成形、下絵付け、本焼きから上絵付けまで自家工房での一貫生産体制を確立した。11代今右衛門（1873 - 1948）は皇室御用品などを製作し、従来の鍋島の主力であった皿類だけでなく、近代生活に対応したさまざまな器種の製品を手掛けた。12代（1897 - 1975）は現代的デザインを取り入れた作品を作り、12代の時代に設立された色鍋島技術保存会は国の重要無形文化財「色鍋島」の保持者として認定を受けた。12代の没後、重要無形文化財「色鍋島」の指定は1975年にいったん解除されたが、1976年、13代今右衛門（1926 - 2001）を代表者とする色鍋島今右衛門技術保存会を保持団体として再指定された。13代は個人としても重要無形文化財保持者（いわゆる人間国宝）に認定されており、酸化ウランを呈色剤とする「薄墨」という技法を開発した。13代の没後、2002年には13代の次男が14代今右衛門（1962 - ）が襲名している。14代は伝統を継承しつつ、近世以来の「墨はじき」の技法を深化させている。2014年、13代に続いて14代も重要無形文化財保持者（人間国宝）に認定されている。陶芸家としては最年少の人間国宝認定となった。
将軍・大名への贈答用高級品として作られ、一般に出回っていなかった鍋島焼が鑑賞陶磁として注目されるようになるのは大正期以降である。鍋島焼を紹介した最初期の文献とされるのは、イギリス人フランシス・ブリンクリー（1841 - 1912、軍人出身のジャーナリスト）が1901 - 02年に刊行した『日本と中国』（Japan and China: Its History, Arts and Literature）だとされている。物理学者・貴族院議員の大河内正敏（1878 - 1952）は陶磁研究家としても知られ、彩壺会という研究会を主宰。1916年（大正5年）に駿河町（日本橋）三越にて「柿右衛門と色鍋島」という展覧会を開催するとともに、同年同じく『柿右衛門と色鍋島』という題名の講演録を出版している。これは日本人によって書かれた最初の鍋島焼紹介書であり、功罪半ばするものの、以後の研究への影響が大きい。

## 製品の特色

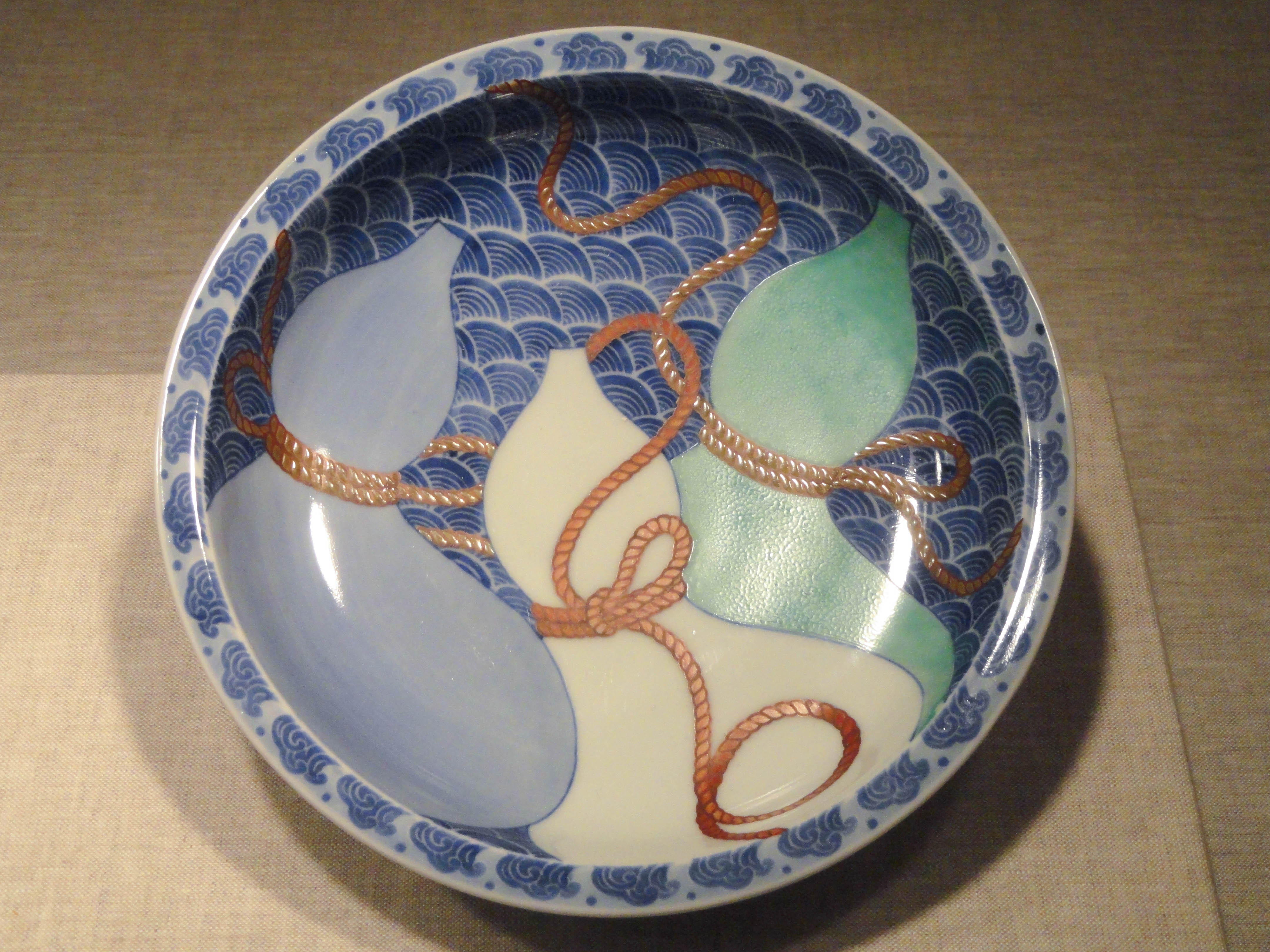
色絵三瓢文皿 シカゴ美術館

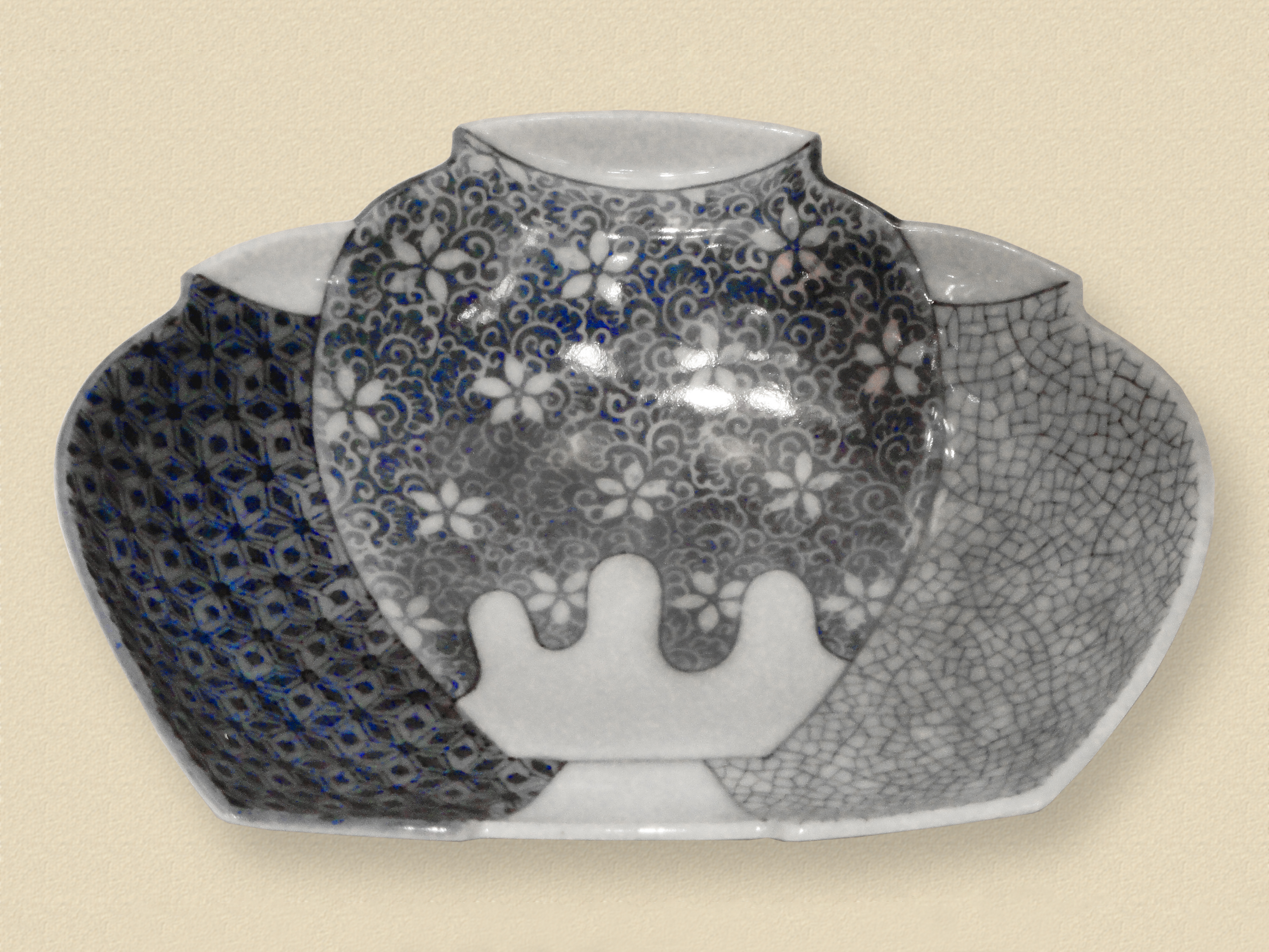
染付三壺文三壺形皿 トロント、ガーディナー陶磁器美術館

### 器種
大川内藩窯の主力製品は皿、向付などの食器類であり、近世に他の諸窯で盛んに焼かれた茶陶はほとんど焼いていない（ただし、香合の作例が若干ある）。壺、瓶子のようないわゆる「袋物」や蓋付碗、香炉のような製品も現存するが、いずれも数は少なく、主力は皿類である。鍋島の皿は木盃形（もくはいがた）と称される独特の形状のもので、側面から見ると高台（こうだい）が高く、高台から縁へ張りのあるカーブを描く。皿は円形のものが主で、直径が1尺、7寸、5寸、3寸に規格化されている。特に直径1尺（約30cm）の大皿は現存品が少なく「尺皿」と称されて珍重されている。皿には高台周囲に短い脚を付した三脚皿や、八角皿、花形などの変形皿もある。向付や小皿は同文様のものが5客、10客などのセットで作られた。一方、尺皿には互いに同模様のものが少なく、1点生産だったと思われる。

### 作風・技法
「色鍋島」の名で知られる色絵のほか、以下の技法が用いられている。
- 染付 - 中国では「青花」と呼ばれる。素地上に青一色で文様を表したもので、呉須（酸化コバルト）を呈色剤とする。素地の上に直接、または素地を1回素焼きした上に呉須で文様を描き、透明釉を掛けて高火度で還元炎焼成（窯に十分空気を供給せずに焼く）すると青色に発色する。染付のみ（青一色）の作品と、染付の上に色絵を施したものとがある。
- 青磁 - 素地に灰釉を掛けて高火度で還元炎焼成することによって、灰に含まれる酸化第二鉄が還元されて酸化第一鉄になり、青系色に発色する。
- 錆釉 - 酸化第一鉄を呈色剤として酸化炎焼成することによって茶系色に発色する。
- 瑠璃釉 - 呉須を上絵具ではなく釉薬として用いたもの。透明釉に呉須を混ぜる。
- 墨はじき - 青海波文、七宝つなぎ文などの細かい地文を表す際に使われる技法。青海波などの文様を青と白で表す場合、白くしたい部分の線を墨で描く。素焼きした生地に墨で文様を描き、その上から呉須を塗る。これを高温焼成（本焼き）すると、呉須は青色に発色するが、墨描きの部分は白抜きとなる。

色絵は、染付で文様を描いた器の上に上絵付けし、再度低火度の酸化炎で焼成するものである。鍋島の色絵は赤、黄、緑の3色のみを用いることが原則で、稀に黒や紫も使われるが、伊万里に見られるような金彩は原則として使われない。中国や日本の他窯では青磁釉は単独で使用されることが原則だが、鍋島では「青磁染付」「青磁色絵」のように青磁を染付や色絵と併用したものも多い。
文様は更紗文、雪輪文のような幾何学的なもの、植物、野菜、器物などを図案化して描いたもの、風景などを描いた絵画的なものなど多岐にわたるが、いずれも純和風のデザインであることが特色で、この点は中国・景徳鎮窯を範とした伊万里焼と区別されるところである。大根、人参、茄子のような、寓意的・象徴的意味を持たない卑俗な題材も大胆に図案化している。盛期の皿類には文様を周縁部にのみ表して、中心部を文様のない白抜きとしたデザインのものがあり、藩庁の意を汲んで斬新なデザインを工夫した結果ではないかと言われている。文様は松葉、青海波などの細かい線まで正確に描かれ、染付の濃み（だみ）は1点の滲みやムラも残らないように完璧に塗られている。5客、10客などのセットの食器では、各器に完璧に同じ文様が繰り返されている。
皿の裏文様は、染付一色で唐花文、七宝つなぎ文などを規則正しく三方に配するものが典型的である。鍋島皿の特徴は、表の図案の天地と裏の文様の天地が連動している点である。皿の裏面は3つの文様単位が等間隔に配置され、それらが形作る三角形の角の1つが皿表の画面の上側に一致するように配置される。高台の側面には櫛歯文を表すものが多い。高台内には銘、界線などを入れず、目跡なども残さず、白一色に仕上げるのが通例である。

## 代表作
尺皿（直径1尺の円形皿）の著名作

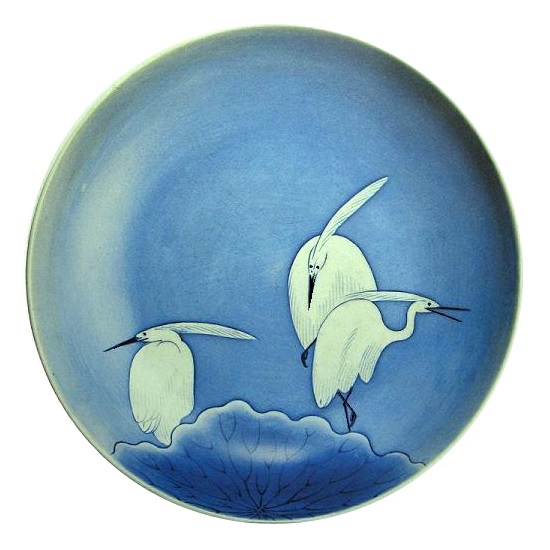
鷺文皿

- 色絵柏樹双鳥文皿（東京国立博物館）鍋島にしては異色の作風を示し、初期作と見なされている。
- 色絵桃花文皿（MOA美術館、重要文化財）
- 色絵橘文皿（MOA美術館）
- 色絵宝尽文皿（林原美術館）
- 色絵柘榴文皿（個人蔵）
- 色絵岩山吹文皿（スイス、バウアー・コレクション）
- 色絵蘭図皿（個人蔵）
- 色絵芙蓉菊文皿（サンリツ服部美術館、重要文化財）鍋島焼では唯一、第二次大戦以前（1931年）に重要文化財（当時の国宝）に指定されている。
- 色絵岩牡丹植木鉢文皿（栗田美術館、重要文化財）
- 色絵藤棚文皿（九州国立博物館、重要文化財）
- 青磁染付宝尽文皿（根津美術館）
- 青磁染付宝尽文皿（林原美術館）
- 青磁染付水車文皿（今右衛門古陶磁美術館）
- 染付鷺図三脚皿（佐賀県立九州陶磁文化館、重要文化財）
- 染付松樹文三脚皿（サントリー美術館、重要文化財）

その他
- 色絵松竹梅文瓶子（九州国立博物館、重要文化財）鍋島には珍しい御神酒徳利形の瓶子。よく似た図柄の瓶子がもう1点あり、2点の瓶子は元は一対であったと思われる[5]。

## 鍋島焼窯元町並み

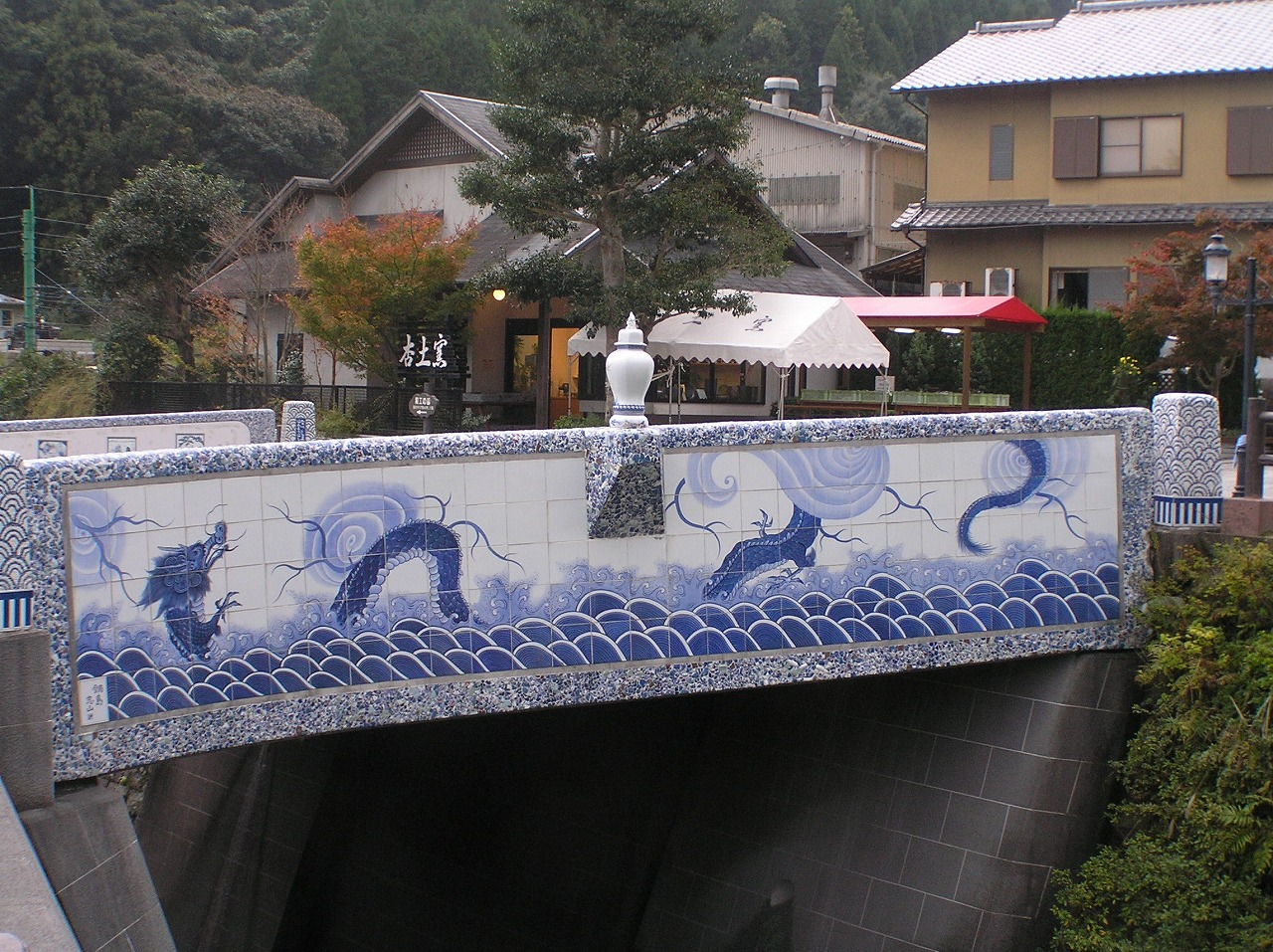
街の入り口にかかる橋
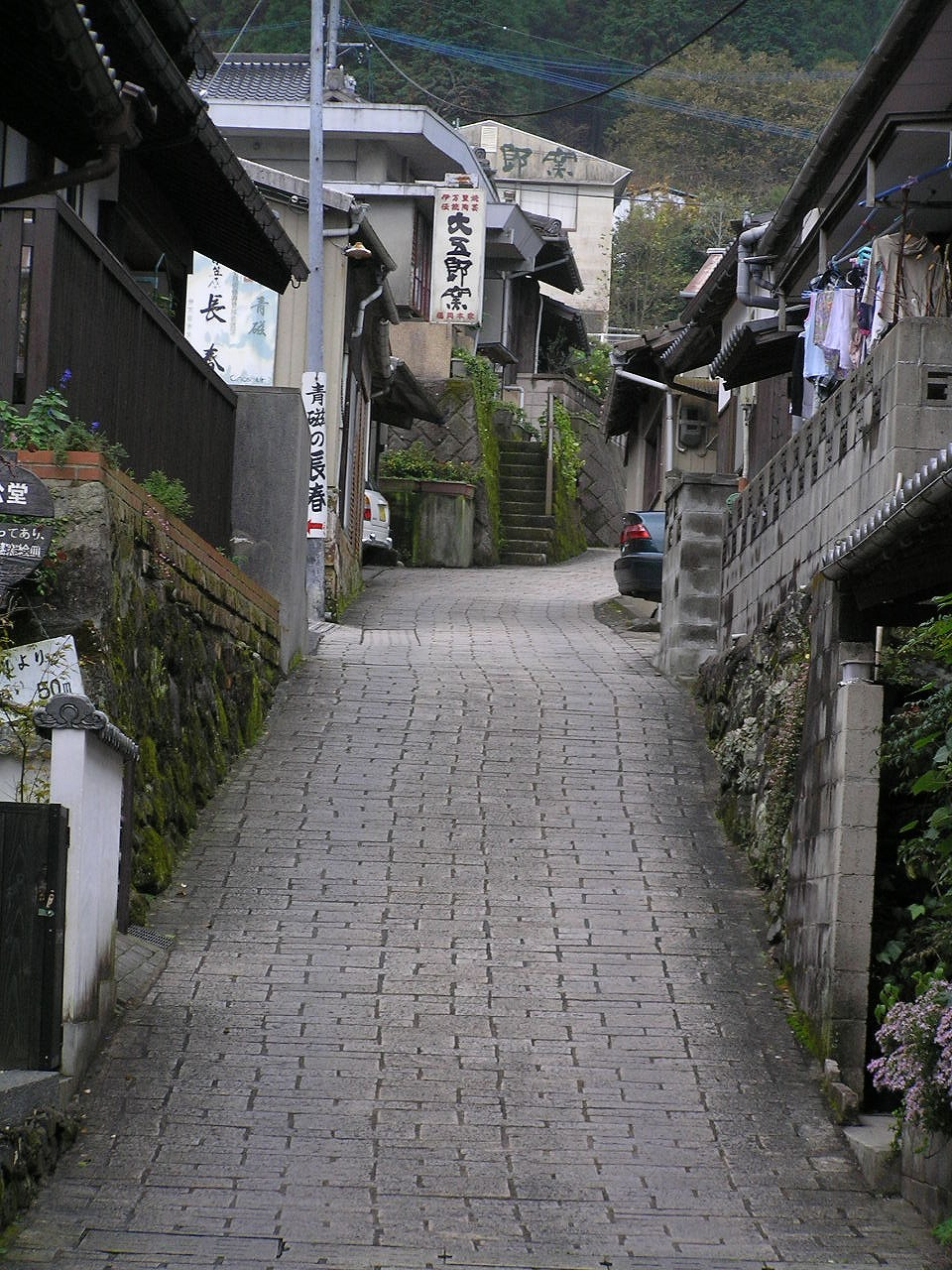
大五郎窯の坂あたり
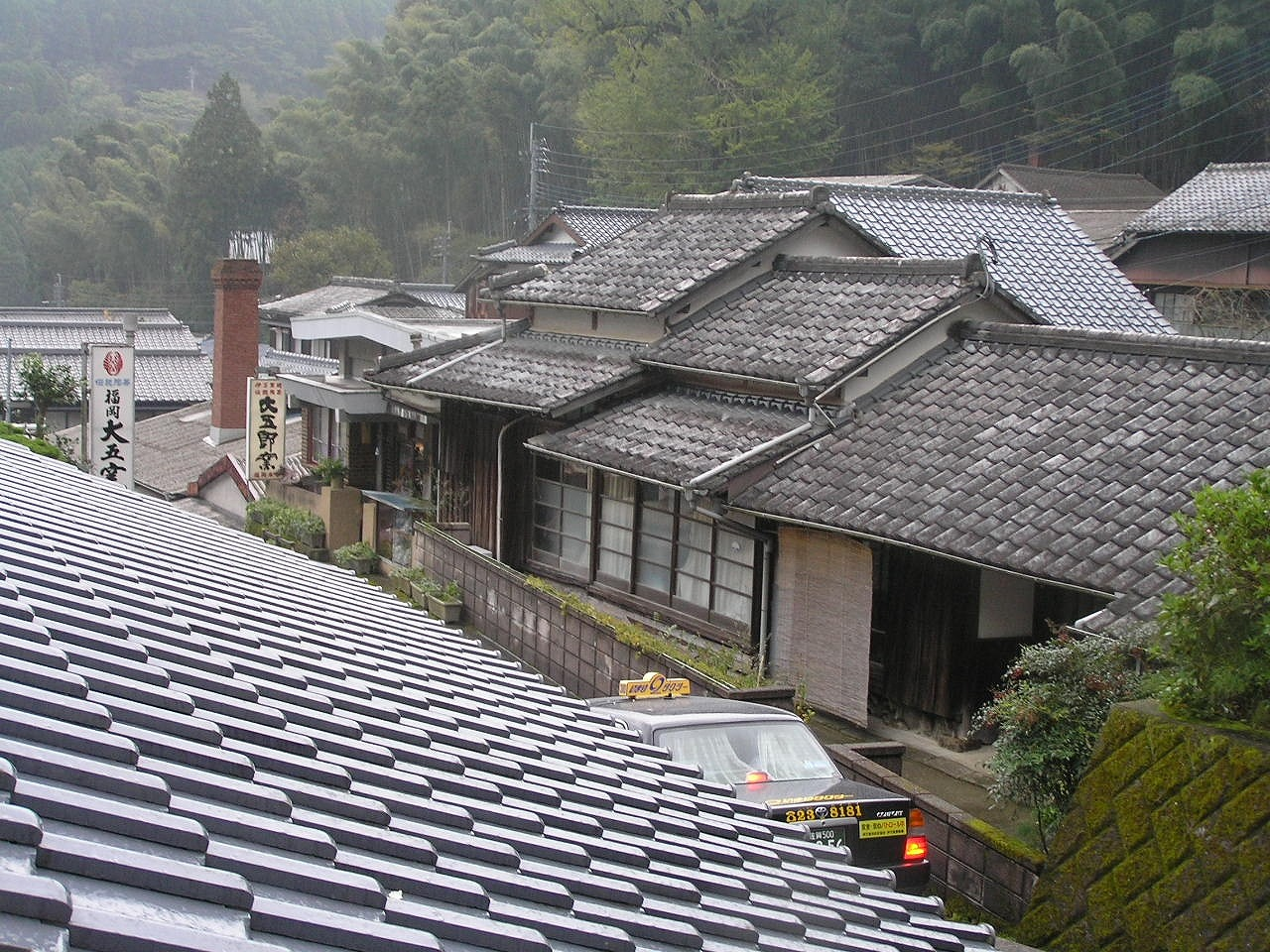
屋根瓦の美しい町並み
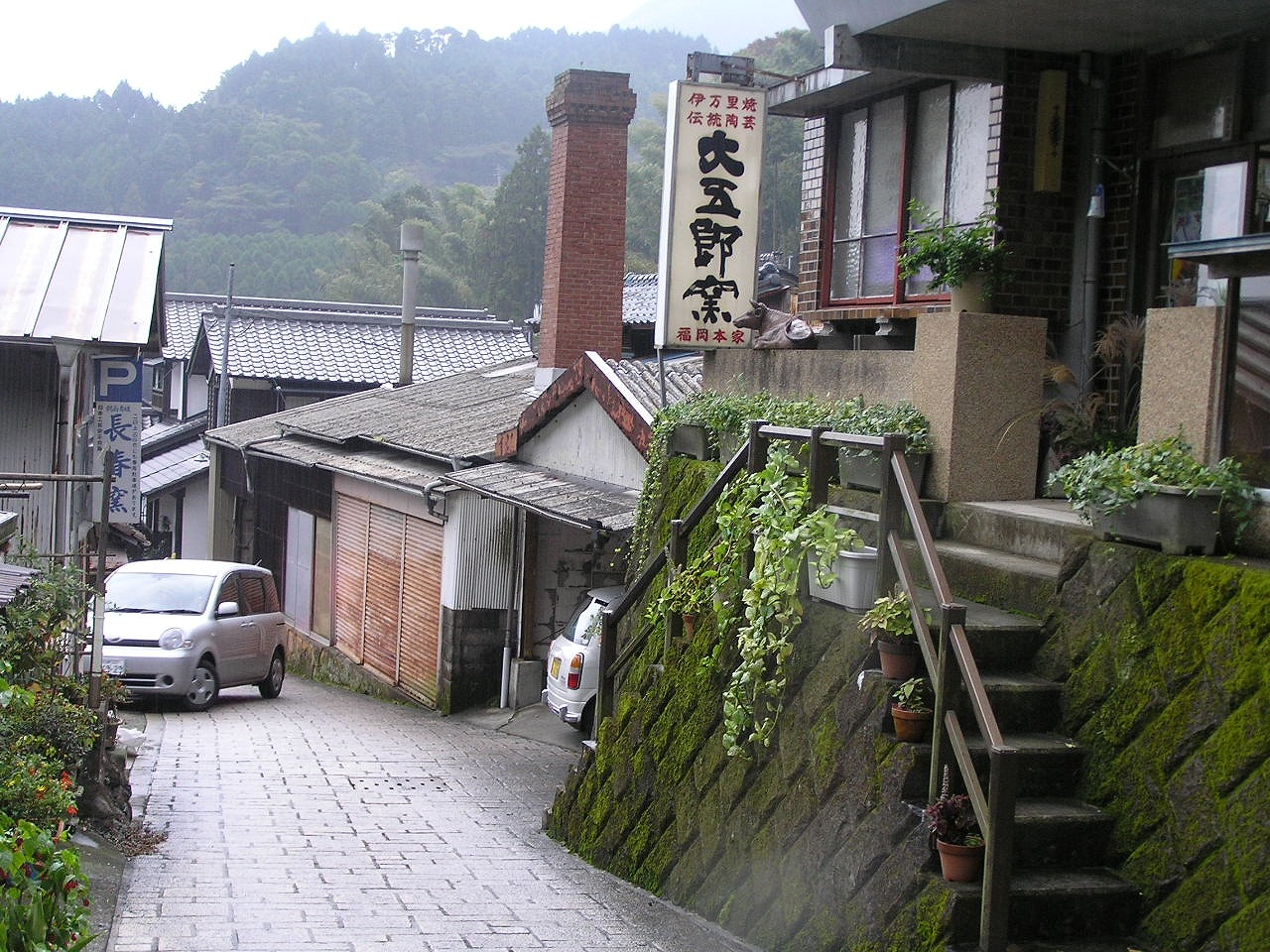
町中心部
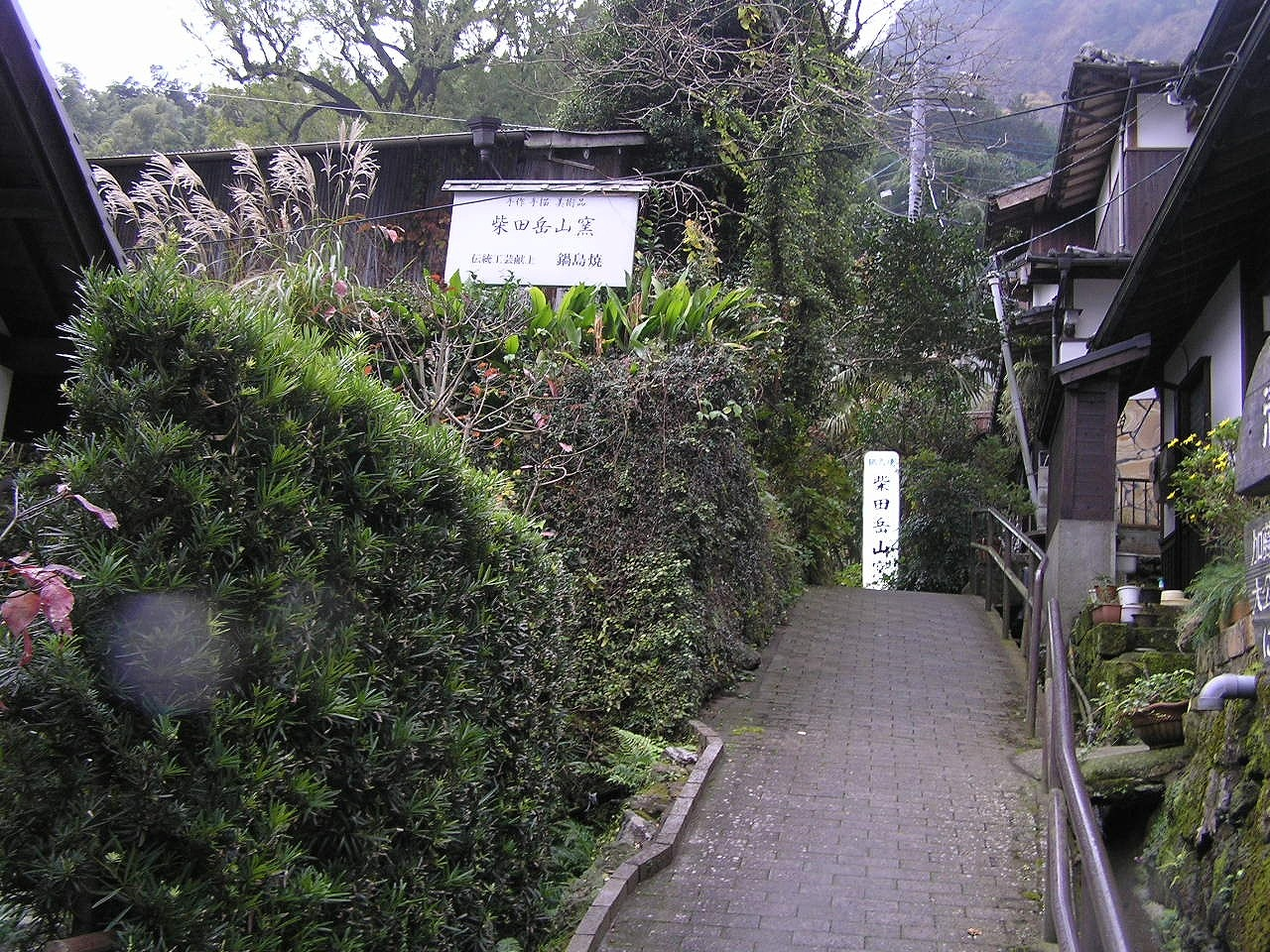
柴田岳山窯の坂あたり
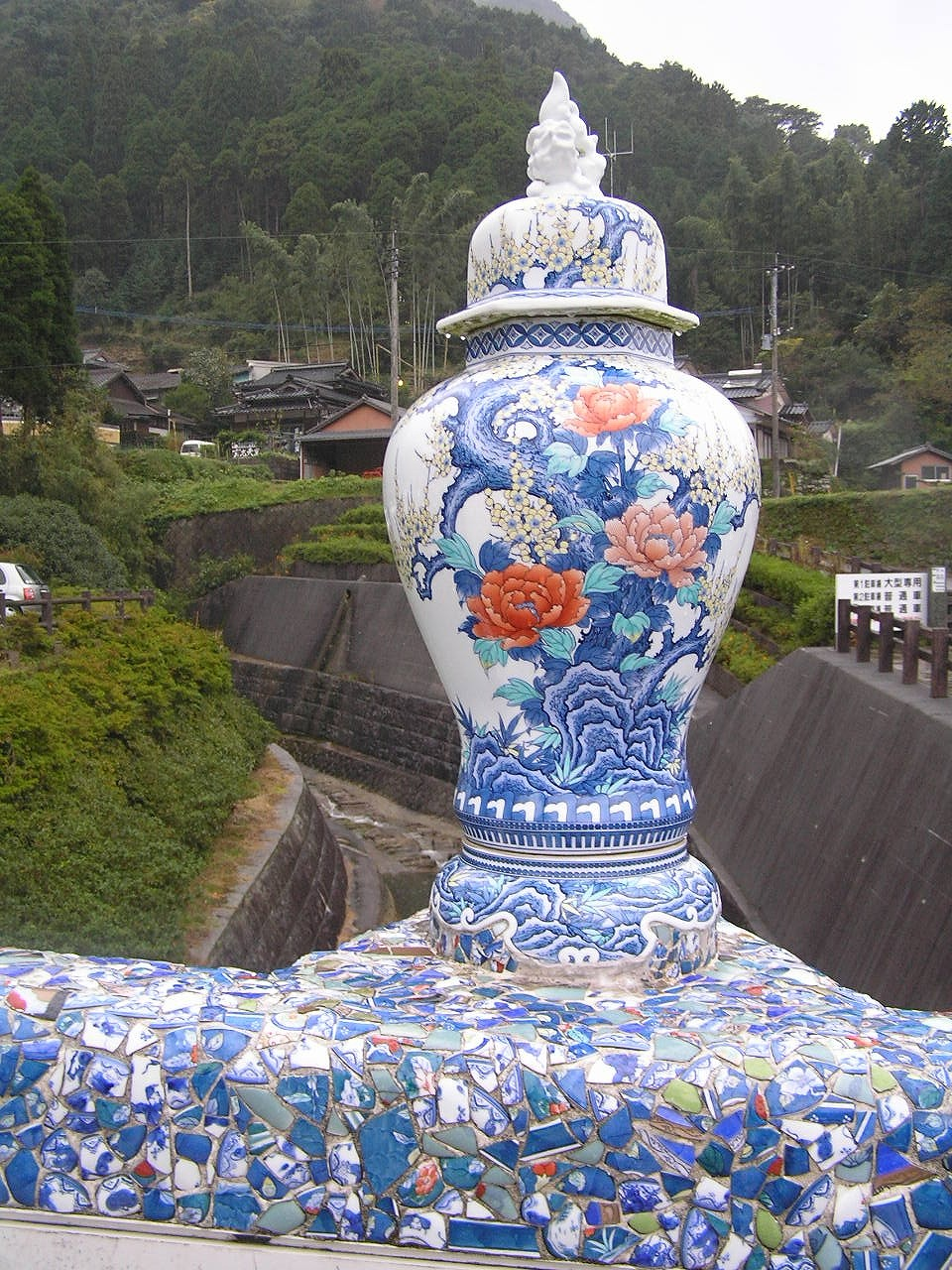
鮮やかな青色が特徴